# دبليو. توماس ويست
دبليو. توماس ويست (بالإنجليزية: W. Thomas West)‏ هو ضابط أمريكي، ولد في 14 مايو 1943 في هيدلاند في الولايات المتحدة.